# Municipio de Brush Valley
El municipio de Brush Valley (en inglés: Brush Valley Township) es un municipio ubicado en el condado de Indiana en el estado estadounidense de Pensilvania. En el año 2000 tenía una población de 1.881 habitantes y una densidad poblacional de 17.5 personas por km².

## Geografía
El municipio de Brush Valley se encuentra ubicado en las coordenadas 40°34′00″N 78°59′50″O / 40.56667, -78.99722.

## Demografía
Según la Oficina del Censo en 2000 los ingresos medios por hogar en la localidad eran de $33,095 y los ingresos medios por familia eran de $38,456. Los hombres tenían unos ingresos medios de $29,840 frente a los $20,338 para las mujeres. La renta per cápita de la localidad era de $14,337. Alrededor del 12,7% de la población estaba por debajo del umbral de pobreza.